# The Baby Maker
The Baby Maker (Brasil: Suplício de uma Vida / Portugal: Um Filho por Encomenda) é um filme norte-americano de 1970, do gênero drama, dirigido por James Bridges e estrelado por Barbara Hershey e Collin Wilcox Paxton.